# 波洛瓦亞區

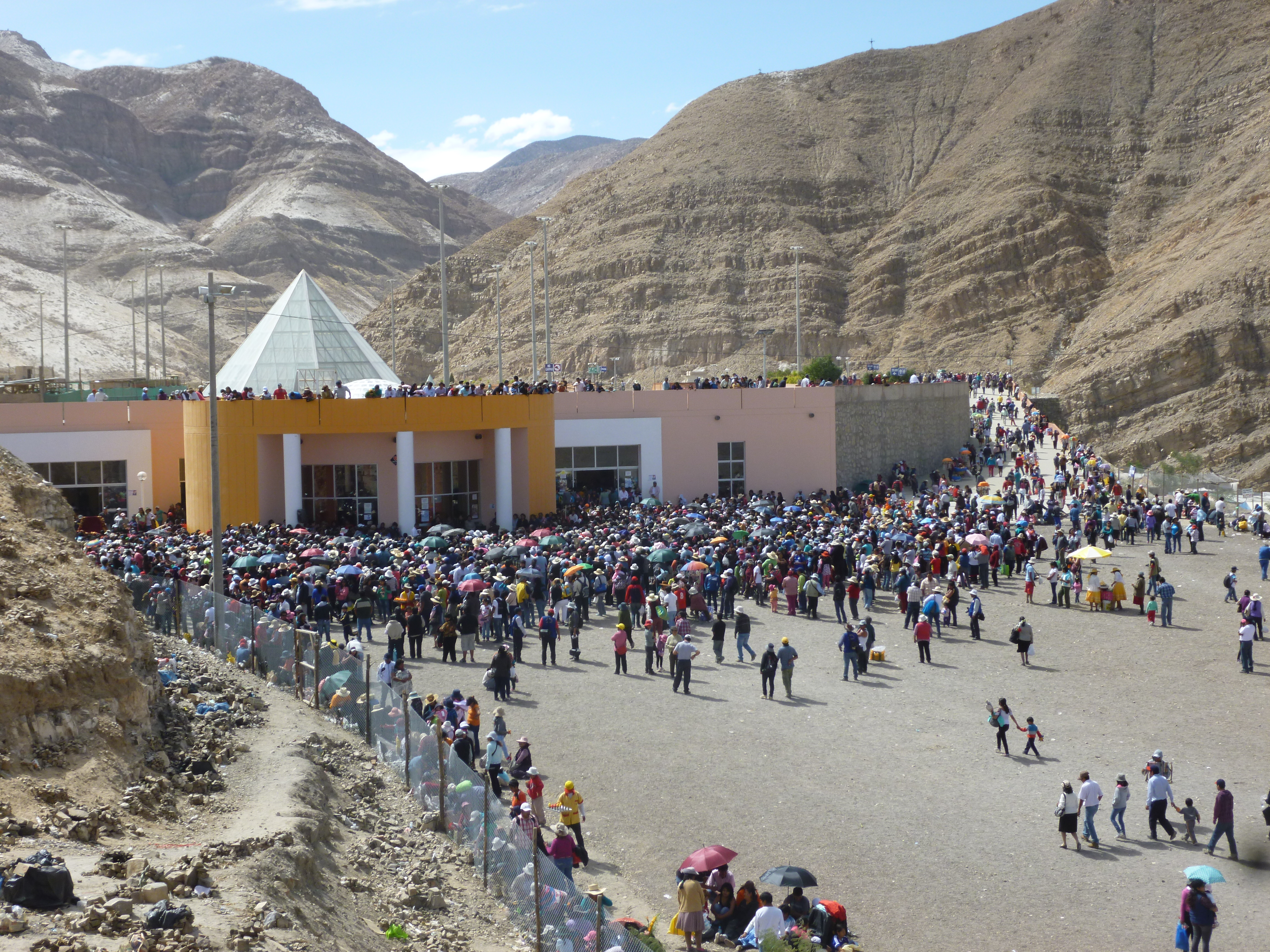

波洛瓦亞區（西班牙語：Distrito de Polobaya），是秘魯的一個區，位於該國南部阿雷基帕大區的阿雷基帕省，始建於1952年5月27日，面積441.61平方公里，海拔高度3,091米，2005年人口1,285，人口密度每平方公里2.9人。